# Minettia helvola
Minettia helvola är en tvåvingeart som först beskrevs av Becker 1895.  Minettia helvola ingår i släktet Minettia och familjen lövflugor. Inga underarter finns listade i Catalogue of Life.